# Węgorza (województwo zachodniopomorskie)
Węgorza (do 1945 Fanger) – wieś sołecka w Polsce położona w województwie zachodniopomorskim, w powiecie goleniowskim, w gminie Osina, na Równinie Nowogardzkiej, na wschód od lasów Puszczy Goleniowskiej, nad rzeką Stepnicą, ok. 7 km na północ od Osiny. Okolice to głównie lasy i pagórkowate pola.
W latach 1975–1998 miejscowość administracyjnie należała do województwa szczecińskiego.
Pierwsza wieś, jaka istniała na tym terenie, było to lenno rycerskie Neu Fanger, założone w wieku XIV. W 1804 właścicielem wsi został mieszczanin Gottlob Andreas Waldemann, który przed śmiercią przekazał je synowi. Friedrich utracił jednak wieś na skutek nieodpowiedniego zagospodarowania, wieś zostaje zlicytowana i podzielona. W 1830 znajduje się tutaj 19 nowych gospodarstw, które dalej dzielą się w latach 30. i 40. W 1872 roku nowa wieś była zamieszkiwana przez ok. 345 osób. Obok nowej wsi istniała stara Alt Fanger, założona w latach 70. XVIII wieku. Znajdowały się wtedy tutaj tylko dwa gospodarstwa. W 1805 istniało tutaj już 5 zagród chłopskich i 4 małorolne. Wydzielono także działkę pod, istniejący już, kościół, który był filią parafii w Strzelewie. Wieś stanowiła własność państwową, użytkowaną przez chłopów w ramach dzierżawy wieczystej. W 1872 zamieszkiwało tutaj ok. 185 osób.
Okoliczne miejscowości: Strzelewo, Czermnica, Bodzęcin, Redostowo, Kikorze, Kościuszki.

## Zabytki
- kościół św. Jana Chrzciciela, późnogotycki z XVI w., powiększony w XVIII w. o szalowaną dzwonnicę[3];
- ryglowa zabudowa wsi.